# Brünigpass
Der Brünigpass verbindet das Haslital im Berner Oberland (Kanton Bern) mit dem Sarneraatal im Kanton Obwalden. Er führt vom Berner Oberland (Hasliberg bzw. Brienzwiler und Meiringen) nach Lungern bzw. Giswil in Obwalden. Etwa 350 m nordöstlich der Passhöhe verläuft die Kantonsgrenze. Auf dem Pass liegt die Ortschaft Brünig, die zu Meiringen gehört.

## Situation
Über den 1008 m ü. M. hohen Pass führen eine Passstrasse und die Brünigbahn auf der Zugstrecke von Luzern nach Interlaken. Diese Schmalspurbahn gehört zur Zentralbahn und wird in einigen Abschnitten wegen der Steigung im Zahnradbetrieb befahren. Etwa 100 Meter nördlich der Passhöhe steht der Bahnhof Brünig-Hasliberg auf 1002 m ü. M., die Gleise passieren den Pass in einem Einschnitt auf 1001 m ü. M.
Die Brünigstrasse ist Teilstück der Nationalstrasse A8 und der Hauptstrasse 4. Auch während der Wintermonate wird die Strecke von Schneeräumfahrzeugen für einen durchgehenden Verkehr geräumt. Die Nordrampe wurde und wird in den nächsten Jahren bis über Lungern hinaus als Nationalstrasse 2. Klasse ausgebaut. Die Umfahrung von Sachseln (1997), Giswil (2004) und Lungern (2012) erfolgt mittels Tunneln. Mit dem Kaiserstuhl-Tunnel werden bis 2029 die zwei letzten offenen Kehren der alten Strasse in der Talstufe von Giswil nach Lungern überwunden. Ein Scheiteltunnel ist gemäss Bundesamt für Strassen ASTRA bis ca. 2050 aus volkswirtschaftlichen Gründen nicht vertretbar.
Der Brünigpass hat mit Brienzwiler und Meiringen zwei südliche Talorte. Die Südwestrampe (Hauptstrasse 4) von Brienzwiler und die bis zu 13 Prozent steile Südostrampe von Meiringen – vorbei an Brünigen – vereinigen sich erst auf 918 m ü. M. zur gemeinsamen Südrampe. Daneben verzweigt auf der Passhöhe nach Osten die Strasse zum Hasliberg.
Auf der Nordseite liegt Lungern auf einer Höhe von 712 m ü. M. Die Lungerer Zwischenhöhe mit dem Lungerersee erstreckt sich etwa vier Kilometer in nordöstliche Richtung, erst danach fällt das Gelände in einer zweiten Stufe ab zum Boden des Sarneraatals zu dem Ort Giswil auf 484 m ü. M.

## Geschichte
Der Pass war schon lange als Teil der Route über Grimselpass und Griespass eine Verbindung zwischen der Innerschweiz und Oberitalien.
1861 wurde die Passstrasse eröffnet, und eine Pferdepost verkehrte über den Pass von Brienz über Meiringen nach Alpnach. Der Pass war damals rege frequentiert.
Die Brünigbahn wurde 1888 auf der Strecke von Brienz über Meiringen nach Alpnachstad in Betrieb genommen; ein Jahr später folgte die Verlängerung bis Luzern. Andere Bahnprojekte wurden nie realisiert: Der 22 km lange Nordzubringer Meiringen–Oberwald der Grimselbahn – ein Konkurrenzprojekt zur Gotthardbahn – hätte in einem Tunnel unterm Brünig hindurch geführt, ein anderes Projekt sah eine Zahnradbahn vom Brünig über den Hasliberg und den Jochpass nach Engelberg inklusive Abzweigung auf den Titlis vor.

## Kultur und Gesellschaft
Am Brünigpass beginnt die in nördlicher Richtung verlaufende Brünig-Napf-Reuss-Linie, eine Mitte des 20. Jahrhunderts postulierte und heute nicht unumstrittene Sprach- und Kulturgrenze innerhalb des hochalemannischen Sprachgebiets.
Auf dem Brünigpass findet alljährlich der traditionelle Brünigschwinget statt, ein Schwingerwettkampf von nationalem Prestige, der zu den sechs Bergkranzfesten gehört.

## Bilder

Bahnhof Brünigpass um 1900
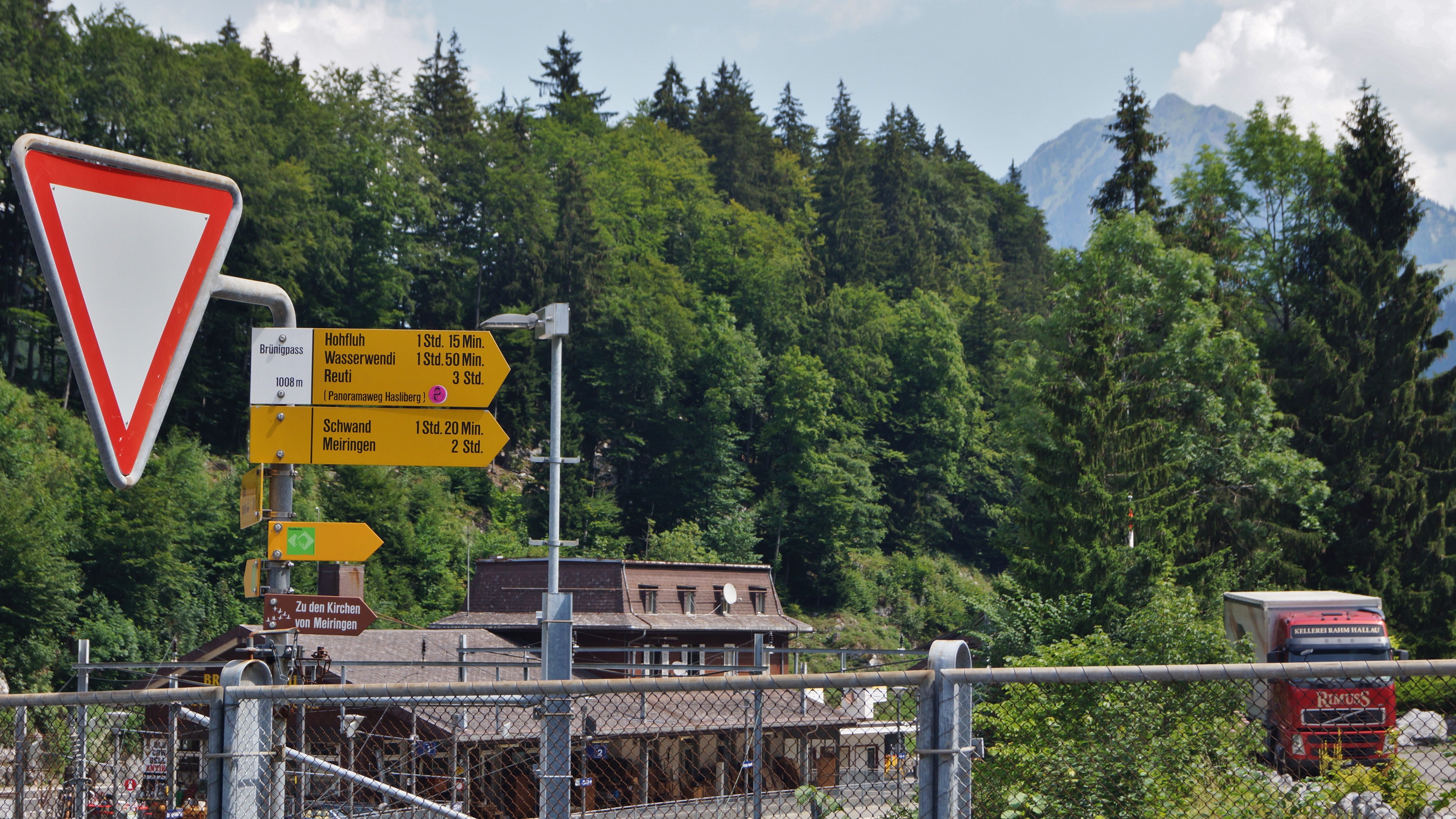
Bahn, Strasse und Wanderwege kreuzen sich am Brünigpass, Blickrichtung Nordost zum Güpfi (Urner Alpen).
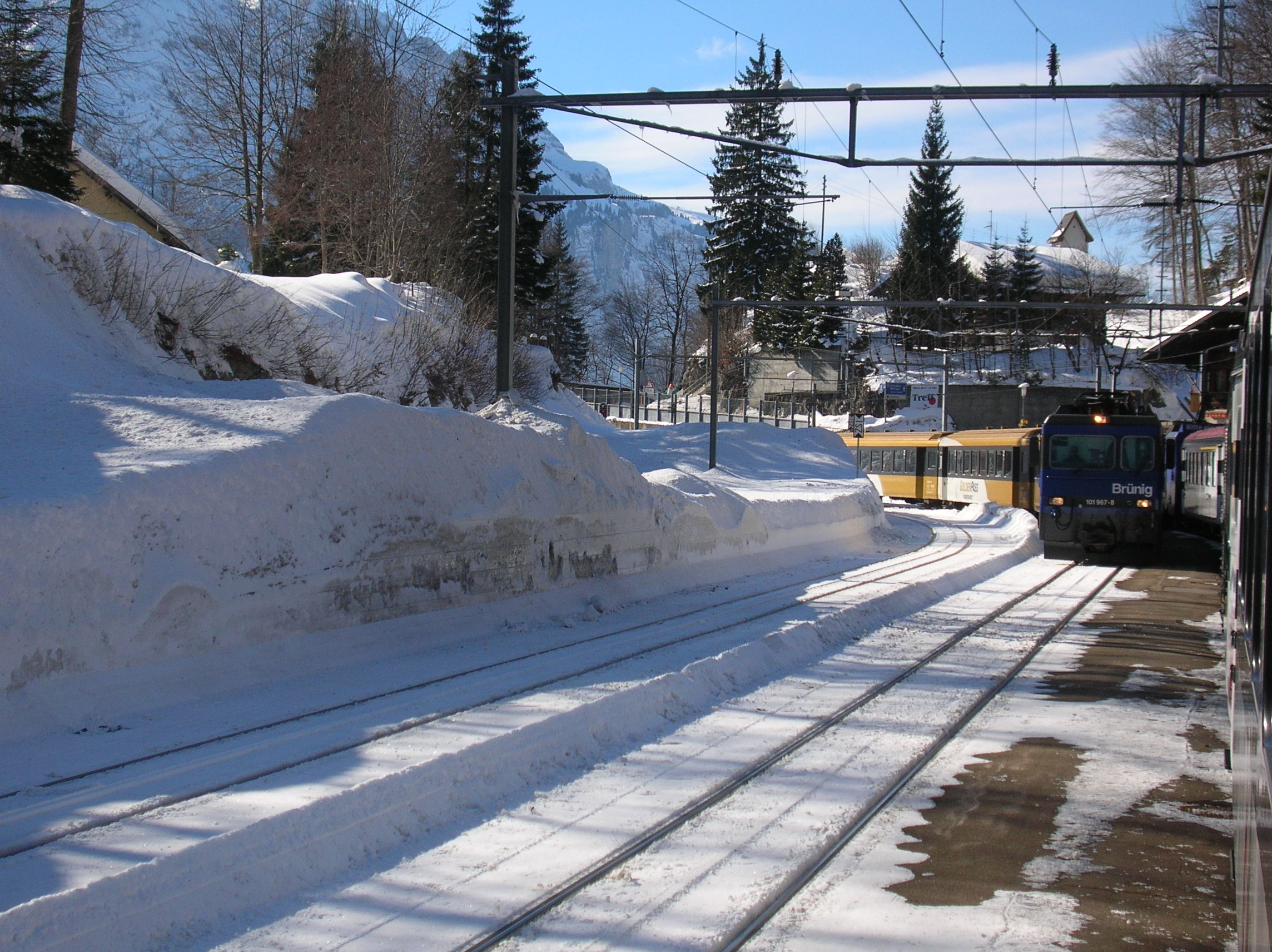
Bahnhof Brünigpass im Winter